# مليسة عديمة الرائحة
مليسة عديمة الرائحة (الاسم العلمي:Melissa inodora) هي نوع نباتي يتبع جنس المليسة من فصيلة الشفوية.